# 20 mars 1903
Le vendredi 20 mars 1903 est le 79e jour de l'année 1903.

## Naissances
- Étienne Dennery (mort le 29 décembre 1979), administrateur, universitaire et diplomate français
- Edgar Buchanan (mort le 4 avril 1979), acteur américain
- Einar Aaron Swan (mort le 8 août 1940), musicien américain
- Folke Bohlin (mort le 12 juin 1972), skipper suédois
- Joseph Trigeaud (mort le 26 avril 1946), officier des Forces françaises libres
- Mikhaïl Iline (mort le 19 mai 1981), historien d'art soviétique
- Pierre Charles (mort le 8 août 1966), boxeur belge
- Ragna Grubb (morte le 9 juin 1961), architecte danoise
- Salem Ben Yagoub (mort le 27 janvier 1991), homme de religion tunisien
- Vincent Richards (mort le 28 septembre 1959), joueur de tennis américain
- Vitaly Halberstadt (mort le 25 octobre 1967), joueur d’échecs français

## Décès
- Charles Godfrey Leland (né le 15 août 1824), humoriste et un folkloriste américain
- Olive Oatman (née en 1837), personnalité américaine

## Événements
- Henri Matisse, André Derain et Maurice de Vlaminck exposent leurs toiles au Salon des indépendants, à Paris